# Famille Jankovich
Jankovich de Pribér et Vuchin (en hongrois : pribéri és vuchini Jankovich) est le patronyme d'une ancienne famille de la noblesse hongroise.

## Origines
Originaire de Croatie au sein du royaume de Hongrie, la famille remonte au XVIIe siècle en la personne de György Jankovich, époux de Iloná Orssich héritière du domaine de Tahy. Leurs trois fils bénéficient d'un renouvellement d'armoiries en 1642 de la part de Ferdinand III, dont János Jankovich, capitaine d'Alsólendva et le seul parmi la fratrie à avoir de descendants.

## Membres notables
- István Jankovich (†1750), juge des nobles en chef du comitat de Somogy (1714). 
  - Antal Jankovich (1730-1765), fils du précédent, riche propriétaire. Sa veuve, Júlia Fekete (1734-1815), possède sous Marie-Thérèse 15 domaines nobles dans le comté de Somogy pour un total de 1161 hectares et 263 serfs.
    - János Jankovich (1754-1817), président de la Table royale (1787). Fils du précédent, il acquiert le domaine de Vuchin qu'il ajoute à son nom.
      - Antal Jankovich, chambellan KuK et secrétaire adjoint du Conseil de Lieutenance (1825).
        - László Jankovich (1816-1895), főispán de Somogy et Verőce, il est gratifié du titre de comte en 1885.
          - comte László Jankovich (hu) (1860-1921), főispán de Zala (1896-1903), membre de la chambre des magnats. Il épouse la comtesse Klotild de Bombelles de la Motte-Saint-Lié (1853-1930), sans descendance.

- József Jankovich (1825-1914), cousin des précédents, propriétaire du domaine de Öreglak et membre de la chambre des magnats, est le fondateur de la famille Jankovich-Bésán (1888).

## Liens, sources
- Iván Nagy: Magyarország családai, Budapest
- Béla Kempelen: Magyar nemes családok, tome V